# NGC 935
NGC 935 (другие обозначения — UGC 1937, MCG 3-7-15, ZWG 462.16, KCPG 68A, VV 238, PGC 9388) — спиральная галактика (Sc) в созвездии Овен.
Этот объект входит в число перечисленных в оригинальной редакции «Нового общего каталога».
Эта галактика начинает столкновение с соседней галактикой IC 1801, вместе с которой формирует пару взаимодействующих галактик с кодом Arp 276.
В галактике вспыхнула сверхновая SN 2006F типа Ib, её пиковая видимая звездная величина составила 17,3.
Галактика NGC 935 входит в состав группы галактик NGC 976. Помимо NGC 935 в группу также входят ещё 10 галактик.